# 바람과 함께 사라지다 (영화)
《바람과 함께 사라지다》(영어: Gone with the Wind)는 마거릿 미첼의 소설 《바람과 함께 사라지다》를 바탕으로 데이비드 O. 셀즈닉이 제작한 영화이다. 러닝타임 3시간 42분이라는 장편임에도 불구하고, 당시 공전의 히트를 기록했다. 1991년에 후속 내용인 스칼렛이 나왔으며 1994년에 CBS에서 4부작 시리즈로 제작하였다.  할리우드의 역사를 대표하는 기념비적인 영화 중 하나이며 인플레이션 적용 기준 영화 역사상 최고의 흥행작이기도 하다.

## 개요
메트로 골드윈 메이어와 셀즈닉 프로덕션이 제작한 천연색영화 방식의 서사시적인 대작 드라마로, 제작비와 광고비에 거액을 쏟은 효시가 된 작품이기도 하다.
원작 소설 《바람과 함께 사라지다》는 인종 문제와 노예제도의 묘사에 대해 문제가 되는 부분이 많이 있었기 때문에 영화화를 시킬 때 그런 부분은 크게 생략하고 등장 인물에 대해 일부 흑인 노예가 생략되도록 각색되었다. 셀즈닉 감독은 "우리는 반대하는 어떤 흑인 영화도 만들고 싶지 않다. 우리 영화는 흑인을 최대한 주의를 기울여 취급해야 한다."고 말했다.
아카데미상 시상식에서 작품상, 감독상, 여우주연상(비비언 리), 여우조연상(해티 맥대니얼, 흑인 배우 최초), 각색상 외에 특별상을 비롯한 9개 부문을 수상했다.
이 작품이 아카데미상을 수상한다는 사실이 시상식에서 발표도 되기 전에 신문사가 발표해 버리는 사건이 일어났고, 이로 인해 그때까지 수상 결과를 미리 신문사에 알려주었던 관행이 사라지고 수상 결과는 시상식에서 발표자가 호명하기까지 엄중하게 관리되게 되었다.

## 줄거리

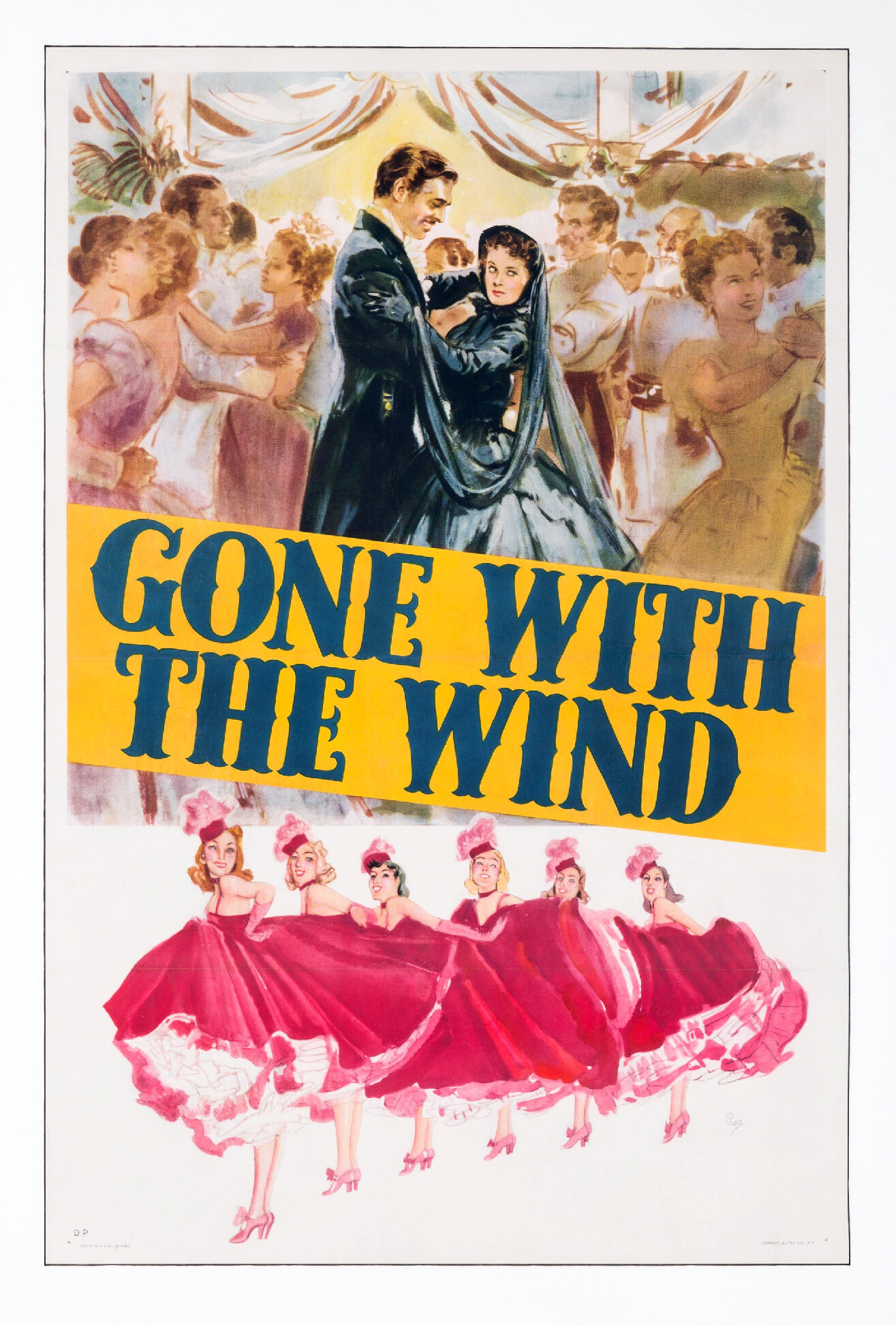
자선 무도회에서 스칼렛과 레트

미국 남북 전쟁 직전인 1861년, 스칼렛 오하라는 조지아에 있는 가족의 면화 농장인 타라에서 부모, 두 자매, 그리고 많은 흑인 노예와 함께 살고 있다. 스칼렛은 애슐리 윌크스에게 깊은 매력을 느끼고 그가 그의 사촌인 멜라니 해밀턴과 결혼한다는 사실을 알게 된다. 다음날 애슐리의 집에서 열린 약혼 파티에서 근처 농장인 트웰브 오크스에서 스칼렛은 애슐리에게 진출했지만 거절당했다. 그러나 그녀는 다른 손님인 레트 버틀러의 관심을 끌었다. 파티는 링컨 대통령이 남부와 싸울 자원 봉사자를 요청했다는 소식으로 혼란에 빠졌고 남부 남성들은 서둘러 입대했다. 스칼렛은 멜라니의 남동생 찰스와 결혼하여 애슐리가 싸우러 떠나기 전에 질투를 불러 일으 킨다. 남부군에서 복무하던 중 찰스가 사망하자 스칼렛의 어머니는 그녀를 애틀랜타에 있는 해밀턴의 집으로 보낸다. 그녀는 애도 복장으로 자선 바자회에 참석하고 현재 남부 연합의 봉쇄 주자인 레트와 함께 왈츠를 추며 장면을 만든다.
전쟁의 흐름은 게티즈버그 전투 이후 남부연합에 불리하게 돌아간다. 스칼렛 마을의 많은 사람들이 살해당했다. 8개월 후 연합군이 애틀랜타 캠페인에서 도시를 포위하자 멜라니는 스칼렛의 도움으로 출산하고 레트는 그들이 도시를 탈출하도록 돕는다. 레트는 싸우러 가기로 선택하고 스칼렛은 타라로 돌아가는 길을 떠난다. 그녀는 아버지, 자매, 이전 노예인 매미와 포크를 제외하고 타라가 버림받은 것을 발견한다. 스칼렛은 어머니가 장티푸스로 막 사망했고 아버지가 정신을 잃었다는 사실을 알게 된다. 타라가 북부군에 의해 약탈되고 들판이 방치된 상황에서 스칼렛은 그녀와 그녀의 가족의 생존을 보장하겠다고 맹세한다.
연합의 패배로 오하라족은 목화밭에서 수고했다. 애슐리가 돌아왔지만 그가 타라에게 거의 도움이 되지 않는다는 것을 알게 된다. 스칼렛이 그녀와 함께 도망가자고 애원하자 그는 그녀에 대한 욕망을 고백하고 그녀에게 열정적으로 키스하지만 멜라니를 떠날 수 없다고 말한다. 스칼렛의 아버지는 그의 땅에서 양탄자 배거를 쫓아내려 하지만 그의 말에서 쫓겨나 죽임을 당한다. 타라에게 부과된 재건주의자 세금을 낼 수 없는 스칼렛은 여동생 수엘렌의 약혼자이자 중년의 부유한 잡화점 주인 프랭크 케네디를 속여 수엘렌이 기다림에 지쳐서 다른 구혼자와 결혼했다고 말하며 그녀와 결혼하도록 속인다. 프랭크, 애슐리, 레트 및 기타 여러 공범자들은 스칼렛이 혼자 운전하다가 공격을 받아 프랭크의 죽음을 초래 한 후 판자촌을 야간 급습한다. 프랭크의 장례식 직후 레트는 스칼렛에게 청혼하고 그녀는 수락한다.
레트와 스칼렛에게는 레트가 보니 블루라는 이름의 딸이 있지만 스칼렛은 여전히 애슐리를 그리워하며 그녀의 몸매가 망가진 것으로 인식되어 더 이상 자녀를 갖거나 레트와 침대를 공유하는 것을 거부한다. 어느 날 프랭크의 공장에서 애슐리의 여동생 인디아는 스칼렛과 애슐리가 포옹하는 것을 본다. 스칼렛에 대한 극도의 혐오감을 품고 인도는 열심히 소문을 퍼뜨린다. 그날 저녁 소문을 들은 레트는 스칼렛에게 애슐리의 생일 파티에 참석하도록 강요한다. 그러나 멜라니는 스칼렛을 지지한다. 집으로 돌아온 스칼렛은 아래층에서 술에 취한 레트를 발견하고 애슐리에 대해 논쟁을 벌이다. 레트는 스칼렛에게 그녀의 의지에 반하여 키스하고 그날 밤 그녀와 섹스를 할 의사가 있다고 말하고 고군분투하는 스칼렛을 침실로 데려간다.
다음날 레트는 자신의 행동에 대해 사과하고 스칼렛에게 이혼을 제안하지만 그녀는 불명예가 될 것이라고 말하며 거부한다. 레트가 영국 런던으로의 장기 여행을 마치고 돌아오자 스칼렛은 그에게 자신이 임신했다고 알렸지만 말다툼이 계속되어 계단에서 넘어져 유산에 시달렸다. 회복하는 동안 비극이 다시 닥친다. 보니는 조랑말과 함께 울타리를 뛰어 넘으려다 사망한다. 스칼렛과 레트는 새로운 임신으로 합병증을 앓고 있는 멜라니가 임종한 자리에 있는 멜라니를 방문한다. 스칼렛이 애슐리를 위로하는 동안 레트는 애틀랜타를 떠날 준비를 한다. 애슐리가 아니라 그 사람이라는 것을 깨달은 스칼렛은 레트에게 머물기를 간청하지만 레트는 그녀를 거절하고 아침 안개 속으로 걸어간다. 산란한 스칼렛은 언젠가 레트를 되찾겠다고 맹세하면서 타라의 집으로 돌아가기로 결심한다.

## 등장 인물
스칼렛 역의 캐스팅은 영화 제작 전 프로모션의 일환으로 미국 전역에서 오디션이 열렸다. 영화의 무대인 애틀랜타 주에서 뽑힌 에벌린 키스는 스칼렛의 동생 수엘렌 역에 캐스팅 됐다. 또한 스칼렛 역의 후보는 베티 데이비스, 캐서린 헵번, 마거릿 설리번, 노마 시어러, 라나 터너, 프랜시스 디, 수전 헤이워드 등이 있었다.
| 배우                 | 역할          |
| -------------------- | ------------- |
| 비비언 리            | 스칼렛 오하라 |
| 클라크 게이블        | 레트 버틀러   |
| 레슬리 하워드        | 애슐리 윌크스 |
| 올리비아 드 하빌랜드 | 멜라니 해밀턴 |
| 토머스 하워드        | 제럴드 오하라 |
| 바버라 오닐          | 수엘렌 오하라 |

## 한국판 성우진

### KBS (1992년 2월 3일)
- 송도영 - 스칼렛 오하라(비비언 리)
- 유강진 - 레트 버틀러(클라크 게이블)
- 김세한 - 애슐리 윌크스(레슬리 하워드)
- 이향숙 - 멜라니 해밀턴(올리비아 드 하빌랜드)
- 정기항 - 애슐리의 아버지(하워드 힉맨)
- 노민 - 제랄드 오하라(토머스 미첼)
- 임수아 - 유모(해티 맥대니얼)
- 설영범 - 조나스 윌커슨(빅터 조리) / 음악가 / 군인
- 박은숙 - 흑인 시녀(버터플라이 맥퀸)
- 최옥희 - 스칼렛의 엄마(바바라 오닐) / 고모(로라 홉 크류즈)
- 성선녀 - 미드의 부인(레오나 로버츠) / 메리웨더(제인 다웰)
- 이정구 - 프랭크(캐롤 나이에) / 간호사(에디 캔들러)
- 이종구 - 미드(해리 대번포트)
- 이봉준 - 빅 샘(에버렛 브라운) / 해설
- 성병숙 - 캐서린(마셀라 마틴) / 보니(캐미 킹 콘론) / 스칼렛의 작은 동생(앤 루더포드)
- 전기병 - 스칼렛의 큰 동생(에벌린 키스)
- 백순철 - 찰스(랜드 브룩스) / 미드의 아들(잭키 모란) / 스튜어트(조지 리브스)
- 김준 - 폴크(오스카 폴크) / 브렌트(프레드 크레인)
- 김종환 - 초대 손님(데일 반 시켈)

### SBS (2004년 3월 26일)
- 송도영 - 스칼렛 오하라(비비언 리)
- 유강진 - 레트 버틀러(클라크 게이블)
- 김세한 - 에슐리(레슬리 하워드)
- 윤소라 - 멜라니(올리비아 드 하빌랜드)
- 황원 - 제럴드 오하라(토머스 미첼)
- 안경진 - 마미(해티 맥대니얼)
- 송두석 - 미드 박사(해리 데이븐포트)
- 우정신 - 보니(캐미 킹 콘론) / 어린 하녀 / 스칼렛 동생(에벌린 키스)
- 강연숙
- 이진화
- 김혜경
- 이종혁
- 황윤걸
- 최원형
- 김영진
- 양석정

## 수상
《바람과 함께 사라지다》는 다섯 개 이상의 아카데미상을 차지한 최초의 작품이다. 당시 17개의 경쟁작이 출품되었고, 이 작품은 13번째로 지명되었다. 그러나 아카데미는 《바람과 함께 사라지다》와 《스테이지코치》에 동시에 출연한 토머스 미첼에게 남우조연상을 주지 않았고, 최우수 음악상도 다른 곳에 돌아갔다. 2011년 3월 22일 방영된 “우리 시대의 가장 위대한 영화”에서 Best In Film에 의해 역사상 가장 위대한 영화로도 선정되었다.
이 영화는 무려 10개의 아카데미상을 수상한 작품이다. (8개의 정기상, 1개의 명예상, 1개의 기술상)
| 상            | 결과 | 수상자 |
| ------------- | ---- | --- |
| 최우수작      | 수상 | 셀즈닉 국제영화사 (데이비드 O. 셀즈닉, 제작자)                                                                                    |
| 최우수 감독상 | 수상 | 빅터 플레밍 |
| 남우주연상    | 지명 | 클라크 게이블 수상자는 로버트 도낫 - 굿바이 미스터 칩스                                                                           |
| 여우주연상    | 수상 | 비비언 리 |
| 최우수각본상  | 수상 | 스드니 하워드 (유고 후 수상) |
| 여우조연상    | 수상 | 해티 맥대니얼 Received a miniature "Oscar" statuette on a plaque                                                                  |
| 여우조연상    | 지명 | 올리버 드 하빌랜드 수상자는 해티 맥대니얼                                                                                         |
| 최우수촬영상  | 수상 | 어니스트 홀러와 레이 렌나한 This received the "Oscar" statuette                                                                   |
| 최우수편집상  | 수상 | 핼 C. 컨과 제임스 E. 뉴컴 Received a miniature "Oscar" statuette on a plaque, replaced with a regular statuette in 1962           |
| 최우수미술상  | 수상 | 라일 R. 휠러 |
| 최우수효과상  | 지명 | 프레드 앨빈 (음악), 잭 코스그로브 (사진), 아서 존스 (음악) 수상자는 프레드 서센 (사진)과 E. H. 한센 (음악) - The Rains Came       |
| 최우수음악상  | 지명 | 맥스 스타이너 수상자는 허버트 스톳하트 - 오즈의 마법사                                                                            |
| 최우수녹음상  | 지명 | 토마스 T. 머튼 (Samuel Goldwyn Studio Sound Department) 수상자는 버나드 B. 브라운(유니버설 스튜디오 음악국) - When Tomorrow Comes |

| 상                    | 수상자 |
| --------------------- | --- |
| 어빙 G. 탤버그 기념상 | 데이비드 O. 셀즈닉 제작자로서의 경력 |
| 아카데미상 명예상     | 윌리엄 캐머런 멘지스 (Miniature "Oscar" statuette on a plaque) For outstanding achievement in the use of color for the enhancement of dramatic mood in the production of Gone with the Wind. |
| 아카데미상 기술상     | 돈 머스 그레이브와 셀즈닉 국제영화사 (Certificate) For pioneering in the use of coordinated equipment in the production Gone with the Wind.                                                  |

미국 영화 연구소 지정
- 1998 AFI's 100년... 100대 영화 #4
- 2002 AFI's 100년... 100대 열정 #2
- 2005 AFI's 100년... 100대 영화 인용:
  - "rankly, my dear, I don't give a damn" #1
  - "After all, tomorrow is another day" #31
  - "As God is my witness, I'll never be hungry again!" #59
- 2005 AFI's 100년 영화평점 #2
- 2006 AFI's 100년... 100대 환호 #43
- 2007 AFI's 100년... 100대 영화 (10th Anniversary Edition) #6
- 2008 AFI's 10 Top 10 #4 서사 영화

## 기타
소설의 배경이, 영화 제작 당시의 미국 사회가, 그리고 소설과 영화 자체가, 서로 약간씩은 달랐지만 모두 인종차별적 성격을 띄고 있었다. 상영 당시 애틀랜타의 흑인들은 영화관 밖에서 이 영화의 인종차별성을 비판하는 시위를 벌였다.
영화의 상영 당시에도 짐 크로 법으로 대표되는 흑백분리주의가 남부를 지배하였다. 스칼렛의 유모역을 맡아 열연했던 흑인 여배우 해티 맥대니얼조차 애틀랜타에서 열렸던 <바람과 함께 사라지다>의 첫 시사회에 참석할 수 없었다. 같이 연기했던 클라크 게이블이 만약 그녀를 오지 못하게 한다면 자신도 참석하지 않겠다고 위협하는 일까지 있었지만, 맥대니얼의 시사회 출연은 결국 무산되었다.
1940년 2월 LA의 엠버서더 호텔에서 해티 맥대니얼은 아카데미 여우조연상을 수상하였다. 그녀는 최초의 흑인 오스카 수상자였다. 엠버서더 호텔은 흑인 출입 금지를 내세우고 있었지만, 해티 맥대니얼은 특별히 허가된 흑인 손님으로 입장하였다.
맥대니얼은 수상 연설에서 자신의 수상은 자신의 인종과 아울러 영화산업의 자랑거리가 되었으면 한다고 밝혔다. 하지만 맥대니얼의 소망과는 반대로, 80년대에 접어들 때까지 흑인 아카데미 수상자는 단 하나가 더 나왔을 뿐이었다.